# Neophyllaphis
Neophyllaphis (лат.) — архаичный род тлей из подсемейства Neophyllaphidinae. Около 20 видов. Встречаются в Южном полушарии и в горных тропиках Африки, Азии, Австралии и Америки, на север проникают в Японию и Китай. Отмечены в США. Подрод Chileaphis встречается в Южной Америке.

## Описание
Мелкие насекомые, длина 1,1—2,8 мм. Усики 6-члениковые, короче чем тело. Монофаги, питаются на хвойных растениях из семейств Podocarpaceae и Araucariaceae. Среди врагов обнаружены божьи коровки и энтомопатогенные грибы (паразитические перепончатокрылые не зарегистрированы)
.
Диплоидный набор хромосом 2n=10 (Neophyllaphis totarae), 2n=14 (Neophyllaphis gingerensis), 2n=18 (Neophyllaphis araucariae и Neophyllaphis grobleri), 2n=24 (Neophyllaphis lanata), 2n=26 (Neophyllaphis brimblecombei) (Hales & Lardner 1988).

## Классификация
2 подрода и около 20 видов.
- Подрод Chileaphis Essig, 1953[5]
  - Neophyllaphis cuschensis Nieto Nafría & Delfino, 2008
  - Neophyllaphis iuiuyensis Mier Durante & Ortego, 2008[6]
  - Neophyllaphis michelbacheri (Essig, 1953)
  - Neophyllaphis podocarpini
  - Neophyllaphis propinqua Quednau, 2010[7]
  - Neophyllaphis pueblohondensis Quednau, 2010[7]
- Подрод Neophyllaphis Takahashi, 1920
  - Neophyllaphis araucariae Takahashi, 1937
  - Neophyllaphis brimblecombei Carver, 1971[8][9]
  - Neophyllaphis burostris Qiao & Zhang, 2001[10]
  - Neophyllaphis fransseni Hille Ris Lambers, 1967[11]
  - Neophyllaphis gingerensis Carver, 1959
  - Neophyllaphis grobleri Eastop, 1955[12]
  - Neophyllaphis lanata  Hales & Lardner, 1988
  - Neophyllaphis podocarpi Takahashi, 1920
  - Neophyllaphis rappardi  Hille Ris Lambers, 1967[11]
  - Neophyllaphis totarae[13]
  - Neophyllaphis viridis  Ilharco, 1973[14]